# Clarke County (Alabama)
Clarke County je okres ve státě Alabama v USA. K roku 2010 zde žilo 25 833 obyvatel. Správním městem okresu je Grove Hill. Celková rozloha okresu činí 3 244 km².

## Sousední okresy
| Růžice kompasu | Choctaw County          | Marengo County | Wilcox County | Růžice kompasu |
| Růžice kompasu |                         | Sever          | Monroe County | Růžice kompasu |
| Růžice kompasu | Clarke County (Alabama) |                | Monroe County | Růžice kompasu |
| Růžice kompasu | Jih                     |                | Monroe County | Růžice kompasu |
| Růžice kompasu | Washington County       | Baldwin County |               | Růžice kompasu |